# Smith & Wesson Модель 646
Smith & Wesson Модель 646 шестизарядний револьвер подвійної дії під пістолетний набій .40 S&W калібру, випущений в 2000 та 2003 компанією Smith & Wesson.

## Конструкція
Модель 646 була зроблена з неіржавної сталі з титановим барабаном. Кількість випущених револьверів становила 900 штук. Його представили в  2000 році (300 штук) в неіржавній обробці з важким товстим стволом та сірим матовим титановим барабаном. В 2003 році була випущена партія (майже 600 штук) з більш традиційним підствольним кожухом.

## Експлуатація та доступність
Незвичним в моделі 646 є те, що в револьвері використано безфланцевий набій, який зазвичай використовували в самозарядних пістолетах. Для ефективного використання безфланцевих набоїв .40 S&W, револьвер отримав обойму швидкого заряджання, металевий гребінь який утримував набої на місці для заряджання та екстракції.
Але на відміну від схожих револьверів, таких як моделі 610 та 625, модель 646 не може стріляти без обойми. Модель мала проблеми з екстракцією, запалювання через різну товщину фланця набоїв .40 калібру, тому версію PC зняли з виробництва невдовзі після початку випуску. Не PC версія гарно працювала з правильними обоймами швидкого заряджання.